# Katalizátor
A katalizátor a kémiában olyan anyag, ami úgy gyorsít fel egy kémiai reakciót, hogy ő maga annak során nem változik meg maradandóan. A szó a görög katalüszisz (feloldás) szóból keletkezett, latin végződéssel. A katalizátorok úgy fejtik ki hatásukat, hogy jelenlétükben a reakciók más úton, alacsonyabb aktiválási energiájú részfolyamatokon keresztül játszódnak le, ezzel növelvén a reakciósebességet. A katalizátornak gyakran kis mennyisége is elegendő nagy mennyiségű anyag átalakulásának meggyorsításához.
Sokféle anyag lehet katalizátor: elemek, szervetlen és szerves vegyületek. Az egyszerűbb kémiai felépítésű katalizátorok (elemek, szervetlen vegyületek) gyakran több, különféle reakciót is katalizálnak. Az enzimek biokatalizátorok és rendszerint csak egyféle folyamatot katalizálnak.
Ha a reagáló anyagok és a katalizátor közös fázisban vannak, a katalízist homogén katalízisnek, ha különböző fázisban vannak, heterogén katalízisnek nevezzük.
A katalizátorok hatását fokozó anyagokat promotoroknak vagy aktivátoroknak (gyorsítószereknek), a hatásukat gátló anyagokat inhibitoroknak (gátló- vagy késleltetőszereknek) nevezzük.

## Katalizátorok a vegyészetben
Egyszerű példa az alumínium és jód reakciója. A reakció végbemenéséhez szükséges a katalizátor jelenléte, ami ez esetben a víz lesz. 1-2 csepp vizet rácseppentünk a keverékre és pár másodperc múlva beindul a reakció. Keletkezik egy szilárd ionvegyület: alumínium-jodid, ami egy új anyag, tehát kémiai reakcióról beszélhetünk. A reakció nagyon heves, hasonló a vulkánkitöréshez. A folyamat exoterm, egyesülés (két anyagból lett egy anyag) és redoxireakció. Igazolhatjuk, hogy redoxireakció kétféleképpen is zajlott: elektronátadás és -felvétel, illetve oxidációsszám-változás is történt. Kezdetben az alumínium és jód oxidációs száma 0, a termékben a jódé -1, az alumíniumé pedig +3. A folyamatot leíró reakcióegyenlet:
2Al+3I2→2AlI3

## Katalizátorok az autóiparban

### Autó kipufogógáz katalizátor

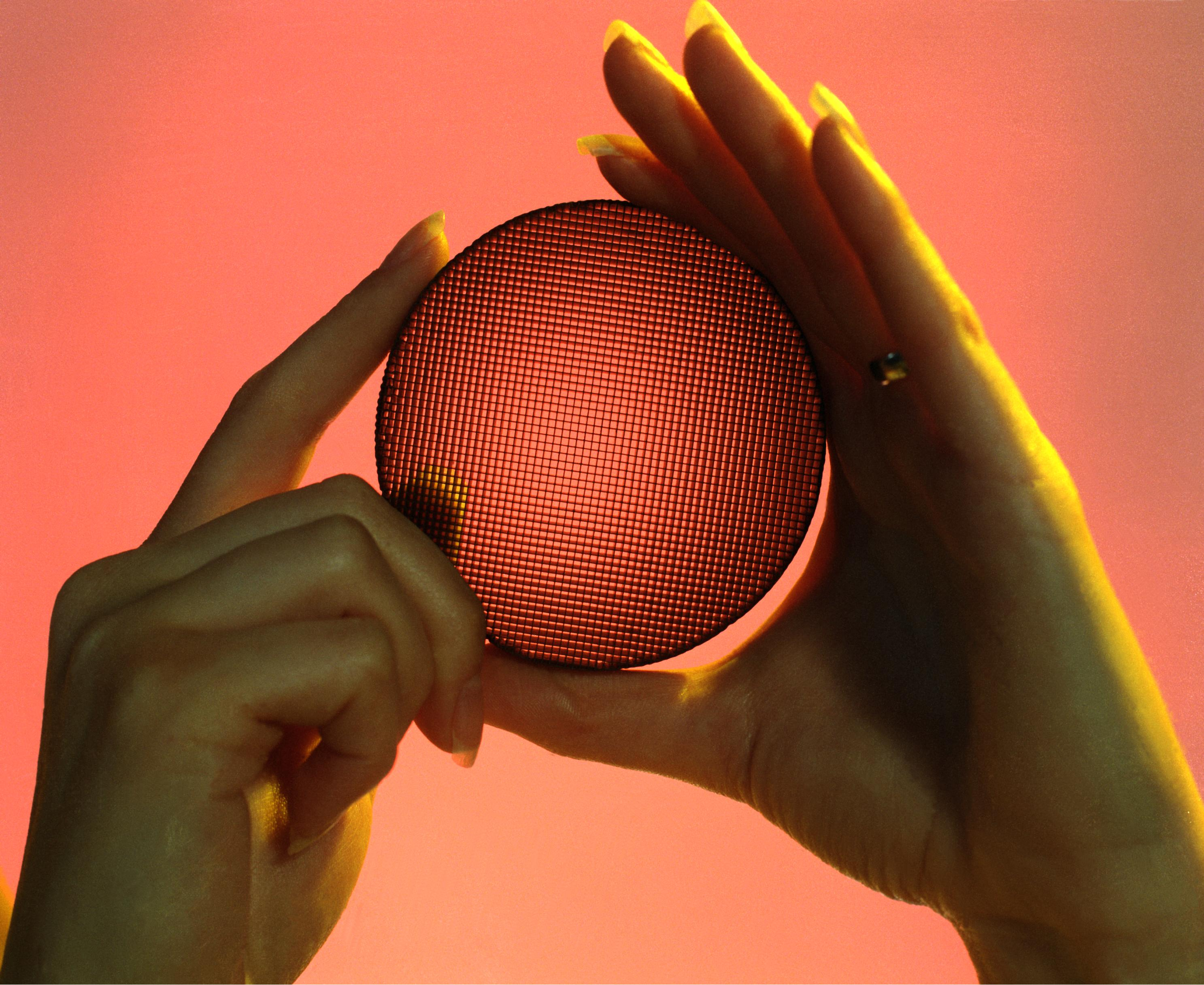
Alacsony hőmérsékletű autókatalizátor

Az autóiparban a katalizátor nem egy szer, hanem egy alkatrész, amelynek szerepe a motor által kibocsátott gázok (kipufogógázok) károsanyag-tartalmának csökkentése, bár ez a folyamat itt is a klasszikus kémiában katalizátoroknak nevezett anyagok révén valósul meg. A károsanyag-tartalom csökkenését úgy érik el, hogy a működés során kialakuló magas hőmérsékletnek köszönhetően a katalizátorban található nemesfémek a káros anyagok egy részét oxidálják, vagy ártalmatlan anyagokká alakítják.
Az autó kipufogógáz katalizátorok általában oxidációs katalizátorok: amik a füstgáz szénhidrogén és szén-monoxid tartalmát alakítják át vízgőzzé és szén-dioxiddá.
A két gázkomponensre ható katalizátorok már két darab egymáshoz kapcsolt külön elemből állnak, az első egy redukciós katalizátor, ahol a nitrogén-oxidokat redukálják, a második egy oxidációs, ahol a szénhidrogének és a szén-monoxid átalakítása következik be. Jobb hatásfokkal dolgozik, mint a korábbiak, de a mai normáknak közel sem tudnak már megfelelni.
A katalizátor magja egy extrudált kerámiatömb, amelyben rengeteg áramlási csatorna van.
Az így megnövelt felületű magra viszik fel a nemesfémet, a tulajdonképpeni katalizátor anyagot. Ezek a nemesfémek a platinafémek családjába tartozó platina, palládium és ródium. A platina segíti az oxidációt, a palládium és a ródium a redukciót.
Ahhoz, hogy a katalizálási folyamat megindulhasson, minimum 250-300 C°-os hőmérséklet szükséges, az ideális működéshez pedig 400-800 C° közötti hőmérséklet. Továbbá a katalizátor előtt az oxigéntartalom érjen el egy adott értéket (lambda-szonda).
A gépjármű katalizátoroknak három fő fajtája létezik: 
1. két gázkomponensre ható,
2. három gázkomponensre ható és
3. a három gázkomponensre ható típus levegőbefúvásos változata.

### Autó kipufogógáz szűrők
A szilárd részecskékre ható készülékeket szűrőknek nevezzük, ezekben vegyileg a füstgáz nem alakul át, hanem a képződött, elégetlen korom, és egyéb szilárd részecske kiszűrésére szolgálnak. A DPF típusú részecskeszűrő tisztítása menet közben történik, ami átmenetileg jelentős szennyező kibocsátással jár. A DPF részecskeszűrő-regeneráció alatt a dízelhajtású személygépkocsi 15 kilométeren át is képes a normálisnál akár ezerszer több apró részecskével terhelni a levegőt. 

## Kazán-kályha katalizátorok
A kályhákhoz ill. kazánokhoz alkalmazott katalizátorok az autó katalizátorokkal azonos célt szolgálnak, az elégetlen CO, por, egyéb szerves anyagok oxidálása, az emisszió csökkentése. Gyakran habkerámia szerkezetűek, melynek felületén nemesfém bevonat képezi a katalizátor réteget. Alkalmazhatóságuk határa kb. 1450 °C. A katalizátor szerkezet általában a tűztér felső részében van. A füstgáz átmegy a habkerámia szűrőn, és különösen az égés elején, ill. részterhelésen finom por ér a felülethez, ami teljes terhelésen kiég, és szabaddá válik a felület. A por 30-40%-át tartja vissza. Kazánokban ajánlatos egy füstgáz-csappantyúval megkerülni. A finom por elégetésén kívül utóégetési folyamat is lejátszódik, CO (kb. 25-30%-ban), és szénhidrogének (kb. 20-50%-ban) redukálódik.
A katalizátor kevés karbantartást igényel, de rendszeresen tisztítani kell.
A kazánok füstgáz-katalizátora a csak 200 °C felett működik (ekkor lehet a füstgázt rajta csappantyúval átvezetni). Ha a katalizátor nem ég ki tisztára, akkor vagy nem érte el a szükséges gyulladási hőmérsékletet, vagy kevés a kazán huzata. Különbség van egyszerű eltömődés (elszennyeződés), és mérgezés között. A bypass füstgáz csappantyú használata megakadályozza a mérgezést. A mérgezés azt jelenti, hogy egy kondenzátum réteg befedte a nemesfém felületet, lakkréteget alkot. Ezzel a katalizátor hatástalan, egyre vastagabb szennyezés rakódik rá.

### Gyulladási hőmérsékletek
- Szén-monoxid 609 °C,
- Propán-bután 550 °C,
- Földgáz 595—645 °C,
- Autógáz LPG 490—510 °C,
- Faszén 250—280 °C,
- Fűrészpor 325 °C,
- Kőszénpor 150—220 °C.

## Katalizáló hatású egyéb szerkezet

### Katalitikus utóégetők
Nagyobb (erőművi) kazánokban nem alkalmazzák, mert könnyen elszennyeződik, ill. mérgeződik. Viszont utóégető hatású készülékeket alkalmaznak a kályhákban ill. kazánokban, mely lehet egyszerű samott lap, vagy bélés, lapsor, ami felhevülve, és a füstgázt szétterítve, katalitikus réteg nélkül is biztosítja a szennyezők bizonyos fokú elégetését.

### Felületi sugárzóégők
Olyan gáztüzelő berendezés, ahol a teljesen előkevert, folyamatos gáz-levegő arányszabályozó által létrehozott gáz-levegő keverék (λ ~ 1,2) egy különleges, általában fém-kerámiaszövetből álló katalizátor felületen meggyújtva ég. Az égés által felszabaduló energia jelentős része sugárzó hő. Az így adódó lánghőmérséklet alacsony értéke és az igen rövid lángképződés miatt az NOx károsanyag-kibocsátás értéke (valamint a CO is) igen alacsony szinten tartható.